# Kila, Montana
Kila, Montana (енгл. Kila) насељено је место без административног статуса у америчкој савезној држави Монтана.

## Демографија
По попису из 2010. године број становника је 392.
| Група             | 2000.    | 2010.       |
| Белци             | 0 (0,0%) | 368 (93,9%) |
| Афроамериканци    | 0 (0,0%) | 0 (0,0%)    |
| Азијати           | 0 (0,0%) | 0 (0,0%)    |
| Хиспаноамериканци | 0 (0,0%) | 5 (1,3%)    |
| Укупно            | 0        | 392         |